# イドゥベルガ (小惑星)
イドゥベルガ (963 Iduberga) は小惑星帯に位置するフローラ族のS型小惑星である。ハイデルベルクのケーニッヒシュトゥール天文台でカール・ラインムートによって発見された。
6月28日が祝日の聖イドゥベルガ（ニーヴェルのイダ）にちなんで命名された。